# BR-104
De BR-104 is een federale snelweg in Brazilië. De snelweg is een longitudinale weg (noord-zuid) in het oosten van het land en verbindt Macau in de deelstaat Rio Grande do Norte met Maceió in de deelstaat Alagoas.

## Lengte en staten
De snelweg is 672,3 kilometer lang en loopt door vier staten:
- Rio Grande do Norte
- Paraíba
- Pernambuco
- Alagoas

## Steden
Langs de route liggen de volgende steden:
- Macau
- Pedro Avelino
- Lajes
- Cerro Corá
- Coronel Ezequiel
- Nova Floresta
- Cuité
- Barra de Santa Rosa
- Remígio
- Esperança
- Lagoa Seca
- Campina Grande
- Queimadas
- Barra de Santana
- Alcantil
- Toritama
- Caruaru
- Agrestina
- Cupira
- Panelas
- Quipapá
- São José da Laje
- União dos Palmares
- Branquinha
- Murici
- Messias
- Rio Largo
- Maceió